# Magnetawan Lake
Magnetawan Lake är en sjö i Kanada.   Den ligger i Nipissing District och provinsen Ontario, i den sydöstra delen av landet, 260 km väster om huvudstaden Ottawa. Magnetawan Lake ligger 450 meter över havet. Den ligger vid sjöarna  Acme Lake och Hambone Lake.
I omgivningarna runt Magnetawan Lake växer i huvudsak blandskog. Trakten runt Magnetawan Lake är nära nog obefolkad, med mindre än två invånare per kvadratkilometer.